# Waverley (Yorkshire du Sud)
Pour les articles homonymes, voir Waverley.
Waverley est une paroisse civile du Yorkshire du Sud, en Angleterre.